# Muscolo diaframma

Apparato respiratorio

Il diaframma o diaframma toracico è un muscolo impari, cupoliforme e laminare che separa la cavità toracica da quella addominale.
Il diaframma è il più importante muscolo respiratorio. La sua contrazione, che ha l'effetto di abbassare la cupola diaframmatica, determina, assieme all'elevazione del torace operata dai muscoli inspiratori, l'espansione della cavità toracica e dei polmoni necessaria al richiamo d'aria nelle vie aeree durante l'inspirazione.
La contrazione del diaframma determina inoltre, assieme ai muscoli addominali e al diaframma pelvico, un aumento di pressione nella cavità addominale necessaria alla minzione, alla defecazione e al vomito. Questa funzione è inoltre fondamentale per la gestante durante il parto.
Il diaframma è una lamina muscolo-tendinea avente la forma di una cupola la cui convessità è rivolta superiormente verso il torace e la cui concavità è rivolta inferiormente verso l'addome. Esso è formato da un ampio tendine centrale detto centro frenico dal quale originano i fasci carnosi del muscolo che si inseriscono sullo sterno, sulle coste e sulle vertebre lombari.
La rottura diaframmatica può rappresentare un'emergenza medica e spesso è causato da traumi toracici o per iatrogenesi.

## Il centro frenico
Il centro frenico (anche detto centro tendineo) è un ampio tendine centrale posto nel punto di massima convessità della cupola diaframmatica e dal quale si irraggiano i fasci carnosi del muscolo. La sua forma ricorda molto quella di un trifoglio e permette di distinguere per questo una foglia destra, una foglia sinistra ed una foglia centrale. La foglia destra e la foglia sinistra sono anche dette foglie laterali mentre la foglia centrale è detta foglia mediale. Dalla porzione anteriore e laterale delle tre foglie originano le inserzioni sternale e costale mentre da quella posteriore origina l'inserzione vertebrale del muscolo.
Il centro frenico presenta inoltre, laddove la foglia centrale si continua con la foglia destra, una apertura attraversata dalla vena cava e per questo detta forame della vena cava. I fasci carnosi che originano dalla porzione più anteriore della foglia centrale del centro frenico si portano anteriormente e si raccolgono per inserirsi sulla superficie posteriore dell'appendice ensiforme dello sterno. I fasci carnosi che originano invece dalla porzione laterale delle tre foglie del centro frenico si portano lateralmente inserendosi lungo tutta l'arcata costale sulla superficie interna del corpo delle ultime sei coste e delle relative cartilagini costali. Fa eccezione l'inserzione sulla dodicesima costa, laddove l'ultimo fascetto carnoso del muscolo si inserisce sulla superficie interna della costa lateralmente all'angolo costale per far spazio all'inserzione del muscolo quadrato dei lombi, contribuendo a formare l'arco lombocostale laterale o arco del quadrato dei lombi.
Infine i fascetti carnosi che originano dalla porzione posteriore della foglia centrale si portano posteriormente divergendo. Quindi dapprima si incrociano, delimitando col centro frenico un'apertura attraversata dall'esofago e per questo detta forame esofageo, poi divergono nuovamente per trapassare in due distinti tendini detti pilastri del diaframma e distinti in destro e sinistro. I pilastri del diaframma si inseriscono sul corpo delle prime vertebre lombari e in particolare il pilastro destro si inserisce sulla superficie anteriore di seconda, terza e quarta vertebra lombare mentre il pilastro sinistro si inserisce sulla superficie anteriore delle sole seconda e terza vertebra lombare. Inserendosi sulle vertebre lombari i pilastri delimitano un'ulteriore apertura attraversata dall'aorta e per questo detto forame aortico.
Nel diaframma sono presenti varie aperture che danno passaggio a vasi, nervi ed altre strutture che dalla cavità toracica si portano a quella addominale, e viceversa. Tali aperture sono:
- Il forame della vena cava (all'altezza di T8), che è attraversato dalla vena cava e da alcuni rami del nervo frenico.
- Il forame esofageo (all'altezza di T10), che è attraversato dall'esofago, dalle arterie esofagee e dal tronco vagale anteriore e posteriore.
- Il forame aortico (all'altezza di T12), che è attraversato dall'aorta, dal dotto toracico e dalla vena azygos.
- I forami minori del pilastro destro, che possono presentarsi in numero di tre o fusi in un'unica apertura, che sono attraversati dal grande nervo splancnico di destra, dal piccolo nervo splancnico di destra e talvolta dalla vena azygos
- I forami minori del pilastro sinistro, che possono presentarsi in numero di tre o fusi in un'unica apertura, che sono attraversati dal grande nervo splancnico di sinistra, dal piccolo nervo splancnico di sinistra e dalla vena emiazygos.
- L'arcata dello psoas, che è attraversata dal muscolo grande psoas e dal tronco del simpatico.
- L'arcata del quadrato dei lombi, che è attraversata dal muscolo quadrato dei lombi.
- I forami del Morgagni, che sono attraversati dai rami epigastrici superiori dell'arteria toracica interna e da alcuni vasi linfatici provenienti dalla parete addominale anteriore e dal fegato.

## Trigono lombocostale
Anche detto triangolo vetebrocostale o fessura di Bochdalek, è uno spazio, tra le inserzioni costale e lombare del diaframma, con una ridotta presenza di fibre muscolari. Questo fa sì che le due fasce diaframmatiche, superiore e inferiore, vengano qui in contatto. Essendo una zona di particolare debolezza, può essere sede di un'ernia, detta ernia di Bochdalek.